# Vliegtuigproductiemaatschappij van Tasjkent

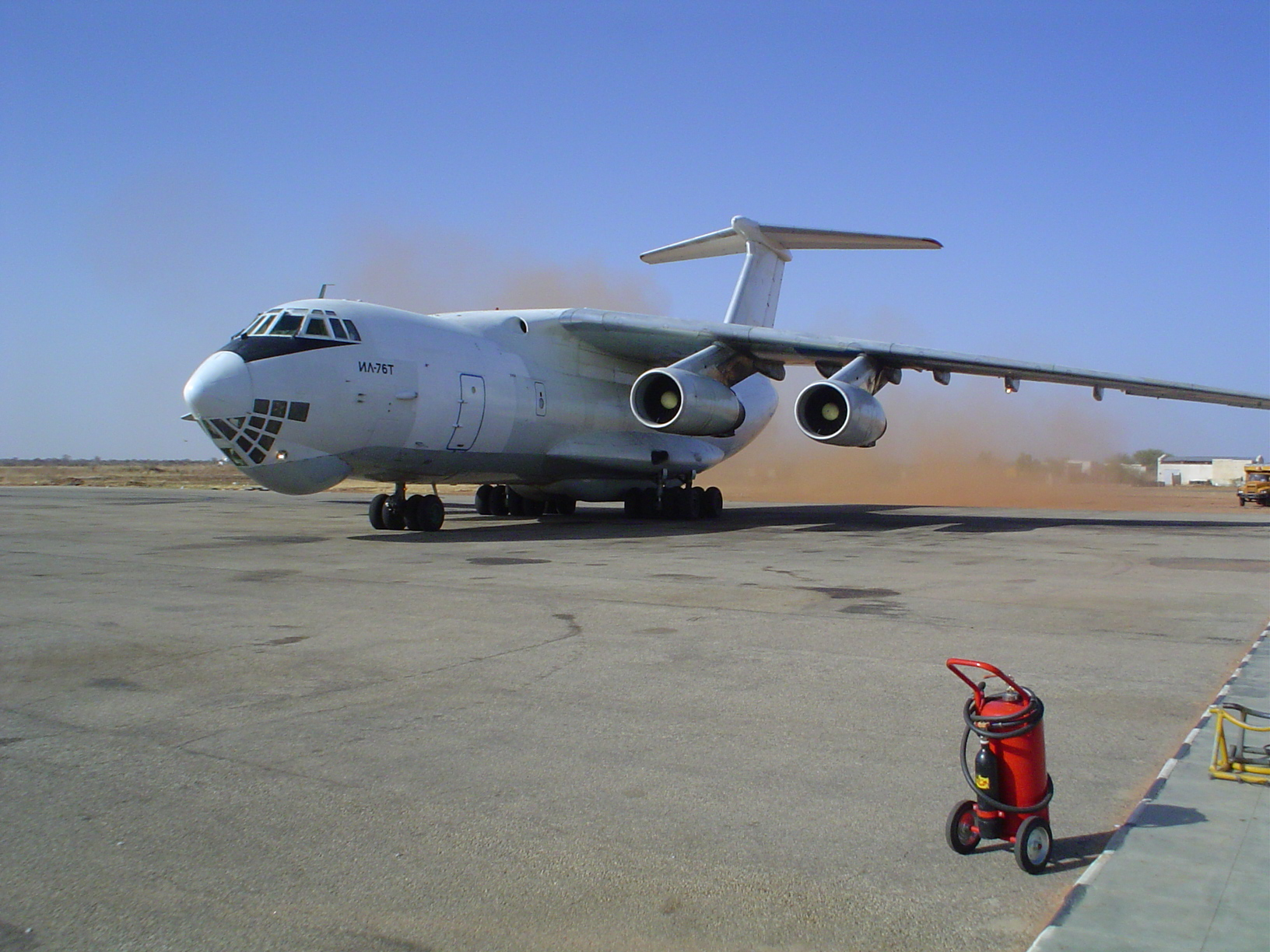
Il-76

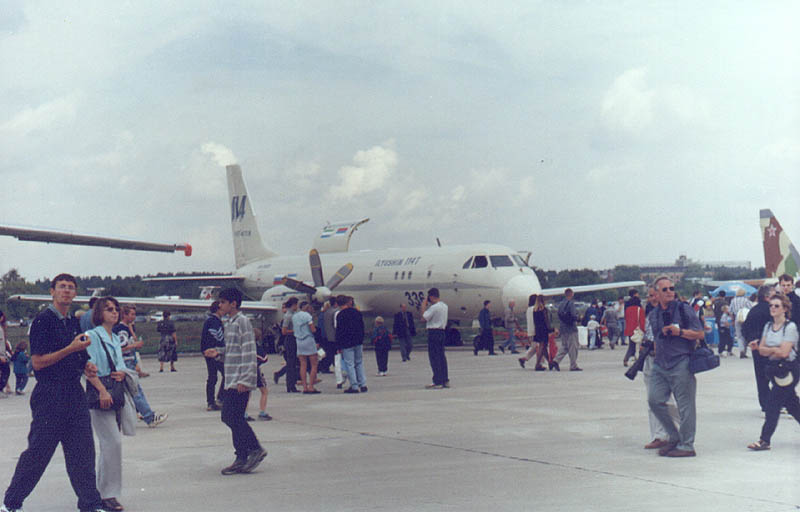
Il-114

De Vliegtuigproductiemaatschappij van Tasjkent (vernoemd naar V.P. Tsjkalov) (Russisch: Ташкентское авиационное производственное объединение имени Чкалова), in het Engels ook wel bekend als Chkalov Tashkent Industrial Aircraft Association, Chkalov Tashkent Aircraft Production Enterprise, V.P.Chkalov Tashkent Aircraft Production Corporation of kortweg TAPiCH (Nederlands: TAPiTsj) is een vliegtuigfabriek gevestigd in de Oezbeekse hoofdstad Tasjkent. Met zijn 30.000 werknemers is de fabriek een van de belangrijkste werkgevers van Oezbekistan, mede door de voorliefde voor luchtvaart waarover de Oezbeekse president Islom Karimov beschikt gaat het de fabriek voor de wind.
De fabriek is oorspronkelijk opgericht in 1932 in Chimki in de omgeving van Moskou maar is tijdens de Tweede Wereldoorlog verplaatst naar Tasjkent om de vliegtuigproductie voor de Sovjet-luchtmacht te verzekeren.

## De fabriek heeft in de loop der jaren de volgende vliegtuigen geassembleerd
- Lisunov Li-2
- Iljoesjin Il-14[1]
- Antonov An-8
- Antonov An-12
- Antonov An-22
- Kamov Ka-22
- Antonov An-124 (alleen vleugels)

## Op dit moment zijn de volgende vliegtuigen bij de fabriek in productie

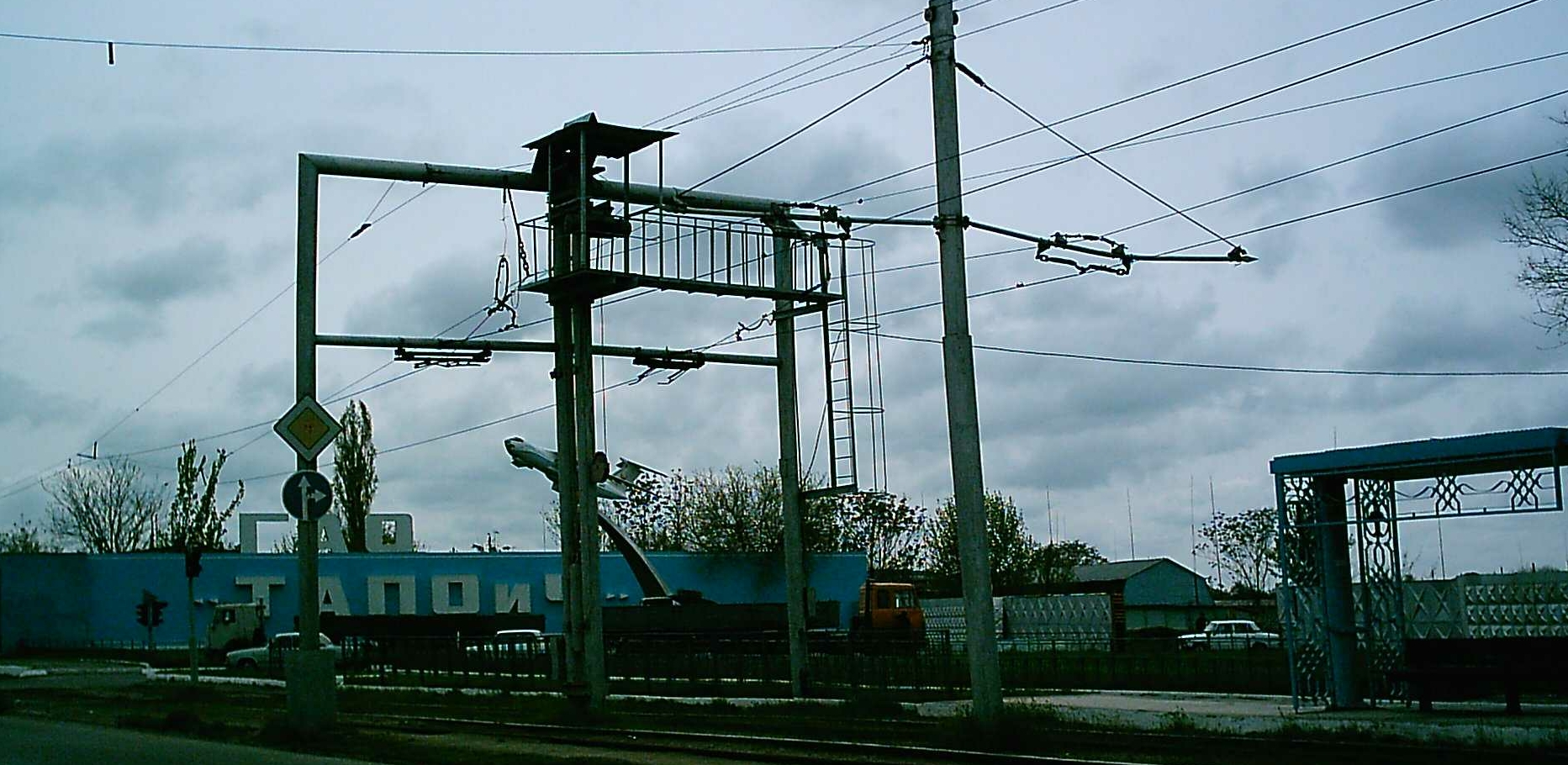
De hoofdingang van de Vliegtuigproductiemaatschappij van Tasjkent met replica van een Ilyushin Il-76.

- Iljoesjin Il-76
- Iljoesjin Il-78
- Iljoesjin Il-114